# Kasper Larsen
Kasper Larsen (Odense, 1993. január 25. –) dán korosztályos válogatott labdarúgó.

## Pályafutása

### Klubcsapatokban
Larsen labdarúgó pályafutását szülővárosa csapatában, az Odensenel kezdte, a dán élvonalban 2012. március 10-én mutatkozott be egy Nordsjælland elleni mérkőzésen. 2015 tavaszán kölcsönben a kazah Asztana labdarúgója lett, azonban a klub színeiben végül egyetlen mérkőzésen sem lépett pályára. 2015 és 2018 között a holland élvonalbeli Groningenben futballozott, amellyel 2015 őszén szerepelt az Európa-liga csoportkörében. 2020 óta ismét az Odense labdarúgója, 2022 augusztusában a MOL Fehérvár vette kölcsön.

### A válogatottban
Többszörös dán korosztályos válogatott, tagja volt a 2016-os nyári olimpiai játékokon szerepelt csapatnak.